# Erioptera himalayae
Erioptera himalayae är en tvåvingeart som beskrevs av Alexander 1930. Erioptera himalayae ingår i släktet Erioptera och familjen småharkrankar. Inga underarter finns listade i Catalogue of Life.